# Лейк-Дженива
Лейк-Дженива (англ. Lake Geneva) — город в округе Уолуэрт, штат Висконсин, США. Расположен на побережье озера Дженива, к юго-западу от Милуоки. 
Согласно переписи населения 2010 года, общее население города составляет 7651 человек. Город имеет общую площадь 16,96 км², из которых 16,94 км² составляет суша и 0,02 км² вода.

## История
Изначально город назывался Мак-Сак (англ. Muck-Suck), в честь вождя индейского племени потаватоми, что дословно в переводе с языка потоватоми означает «Большая нога». Позднее город переименован в Дженива (англ. Geneva) из-за сходства с городом Дженива у озера Сенека в штате Нью-Йорк, которое увидел Джон Бринк, один из ранних поселенцев. Позднее для избежания путаницы с расположенным недалеко в штате Иллинойс одноимённым городом, переименован в Лейк-Дженива. При этом само озеро переименовали из Lake Geneva в Geneva Lake. 
В городе Лейк-Дженива с 1946 года и до своей смерти в 2008 году жил писатель и разработчик настольных игр Гэри Гайгэкс.